# 西御料車站
西御料車站（日语：／ Nishi-goryō eki */?）是一由北海道旅客鐵道（JR北海道）所經營的鐵路車站，位於日本北海道旭川市境內，是地方交通線富良野線沿線一個無人駐守的小站，由JR北海道旭川支社負責管轄。
西御料車站的站名，源自當地是御料地（日本皇室財產）之故。

## 車站構造
西御料是一個僅設有一座側式月台、一條乘車線的車站，沒有獨立的站房設施，只在月台上設置了一座小型的候車室。

## 車站周邊
從車站前往北海道旭川工業高等學校、北海道旭川南高等学校需徒步行走約20分鐘。
- 國道237號
- 旭川醫科大學附屬醫院
- 旭川研究園
- 中小企業大學（日语：中小企業大学校）旭川分校
- 道北巴士（日语：道北バス）「5號」巴士站

## 歷史
- 1958年（昭和33年）3月25日：日本國有鐵道西御料站開始營運，提供客運服務。
- 1987年（昭和62年）4月1日：日本國鐵分割民營化後，由JR北海道繼承業務。
- 1992年（平成4年）4月1日：廢除車站簡易委託，車站無人化。
- 1999年（平成11年）：伴隨國道237號的拓寬工程與附近住宅區的開發，月台、候車室等設施被遷移至鐵路線的另一側。

## 相鄰車站
北海道旅客鐵道（JR北海道）
■富良野線
西瑞穗（F32）－西御料（F31）－綠丘（F30）

## 外部連結
- （日語）西御料車站（JR北海道旭川支社）
- （日語）全驛參觀之旅 （页面存档备份，存于）

43°43′16.41″N 142°22′16.91″E / 43.7212250°N 142.3713639°E